# Holger Stieglitz
Holger Stieglitz (* 15. Dezember 1958) ist ein ehemaliger deutscher Fußballspieler, der von 1983 bis 1985 für Chemie Leipzig in der DDR-Oberliga, der höchsten Liga im DDR-Fußball, spielte.

## Sportliche Laufbahn
Mit acht Jahren begann Holger Stieglitz bei der Betriebssportgemeinschaft (BSG) Chemie Leipzig organisiert Fußball zu spielen. Ab 1974 spielte er in der Juniorenmannschaft der BSG, die in der Saison 1975/76 in der Juniorenoberliga spielte. Der zum Mannschaftskader gehörende Stieglitz bestritt die Mehrzahl der Punktspiele, in denen er lange als linker Verteidiger, in der Rückrunde auch als Stürmer eingesetzt wurde. Als solcher kam er auch zu seinem einzigen Tor in der Juniorenoberliga. Seine Mannschaft konnte sich dort nicht behaupten und wurde abgeschlagen Letzter. Seine ersten Spiele im Männerbereich bestritt der 1,80 m große Stieglitz 1977/78 mit der 2. Mannschaft von Chemie, die in der drittklassigen Bezirksliga Leipzig spielte. Nachdem er auch 1978/79 noch zum Bezirksliga-Aufgebot gehört hatte, konnte er in der Saison 1979/80 mit Chemie Leipzig in der DDR-weit ausgetragenen Nachwuchsoberliga spielen. Dort gehörte er als Abwehrspieler zur Stammelf. Anschließend wurde er für 18 Monate zum Wehrdienst in der Nationalen Volksarmee eingezogen.
Ab November 1981 wurde er erstmals in der 1. Mannschaft von Chemie Leipzig eingesetzt, die zu dieser Zeit in der zweitklassigen DDR-Liga vertreten war. Bis zum Saisonende bestritt er elf der zwölf restlichen Punktspiele und erzielte dabei seine ersten Tore im höheren Ligenbereich. 1982/83 gehörte er als Mittelfeldspieler zur Stamm-Mannschaft, fehlte nur einmal in den 22 Ligaspielen und wurde mit Chemie Staffelsieger. In der anschließenden Oberliga-Aufstiegsrunde war er in allen acht Begegnungen beteiligt und hatte so einen beträchtlichen Anteil am Aufstieg. 
Chemie Leipzig konnte sich zwei Spielzeiten lang in der Oberliga halten, Stieglitz hingegen verlor seinen Stammplatz. Weder unter Trainer Wolfgang Müller wie auch bei Gerd Struppert wurde er kontinuierlich eingesetzt, sodass er 1983/84 und 1984/85 nur jeweils 14 der 26 Oberligaspiele absolvierte. Insgesamt stand er nur 20-mal in der Startelf auf wechselnden Positionen und bestritt nur acht Spiele über 90 Minuten. In den beiden Entscheidungsspielen um den Klassenerhalt am Ende der Saison 1983/84 gegen den torgleichen 1. FC Union Berlin stand er als linker Mittelfeldspieler beim den Klassenerhalt sichernden 2:1-Rückspielsieg.
Nach dem Abstieg 1985 bestritt Stieglitz mit der BSG Chemie noch drei Spielzeiten in der DDR-Liga. Sowohl 1985/86 und auch 1986/87 sicherte er sich einen Stammplatz in den Ligaspielen, wobei er in der Saison durchgehend in der Abwehr spielte, 1986/87 aber überwiegend im zentralen Mittelfeld eingesetzt wurde. In beiden Spielzeiten war er einmal als Torschütze erfolgreich. Im Sommer 1987 ging Holger Stieglitz in seine letzte Saison bei der 1. Mannschaft von Chemie Leipzig. Er wurde erst am 8. Spieltag eingesetzt und kam bis zum 34. Spieltag nur noch auf 20 Ligaspiele, wobei er zuletzt nur noch Einwechselspieler war. 
Obwohl Stieglitz von der BSG Chemie Leipzig zur Saison 1988/89 noch für die 1. Mannschaft gemeldet wurde, kam er dort nicht mehr zum Einsatz. Stattdessen schloss er sich als Freizeitsportler der Bezirksligamannschaft von Stahl Nordwest Leipzig an.